# Psilanteris spinifer
Psilanteris spinifer är en stekelart som först beskrevs av Jean Risbec 1957.  Psilanteris spinifer ingår i släktet Psilanteris och familjen Scelionidae. Inga underarter finns listade i Catalogue of Life.